# سيكلوبيا الوسطى

نوعٌ مِنَ النبَاتاتِ المُزهِرةِ مِنَ عَائِلةِ البُقولياتِ، المدعوةُ بشجرِ شاي العَسلِ، المَصنوعة مِن الأوراقِ المُخمرةِ، وسيقان النبتةِ.